# Muntanya de les Alzinetes
La Muntanya de les Alzinetes és una muntanya de 216 metres que es troba al municipi de Celrà, a la comarca del Gironès.
S'hi troba un jaciment arqueològic d'època ibèrica i romana del mateix nom on s'han recollit diversos fragments de tegula, imbrex, ceràmica comuna oxidada i reduïda romana i un fragment de vora de dolium. Es tractaria d'un petit nucli indígena amb certa continuïtat durant els primers anys de la romanització i relacionat amb el treballs que es poguessin fer al bosc.